# Mòng biển cá trích châu Âu

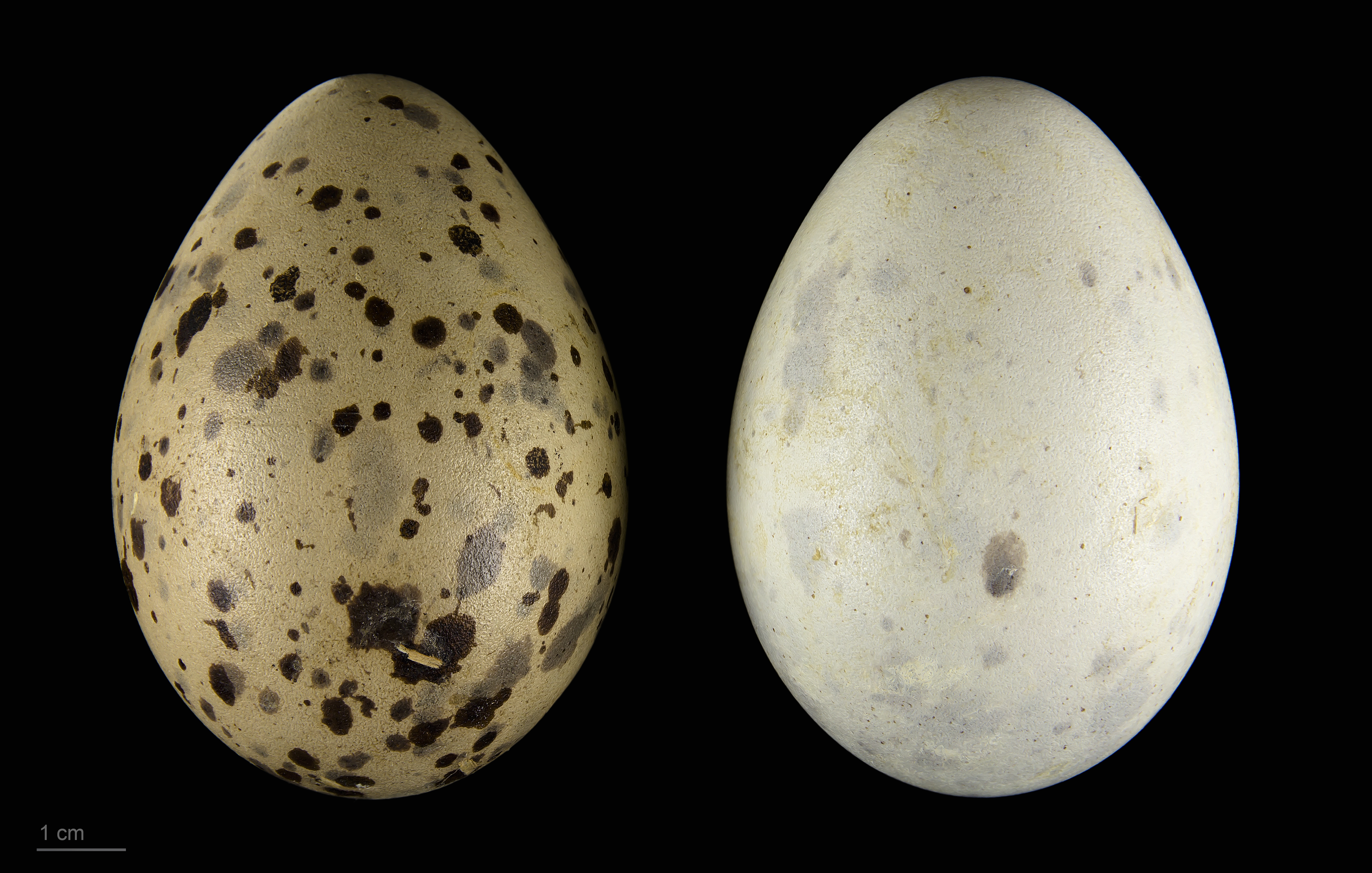
Larus argentatus argenteus

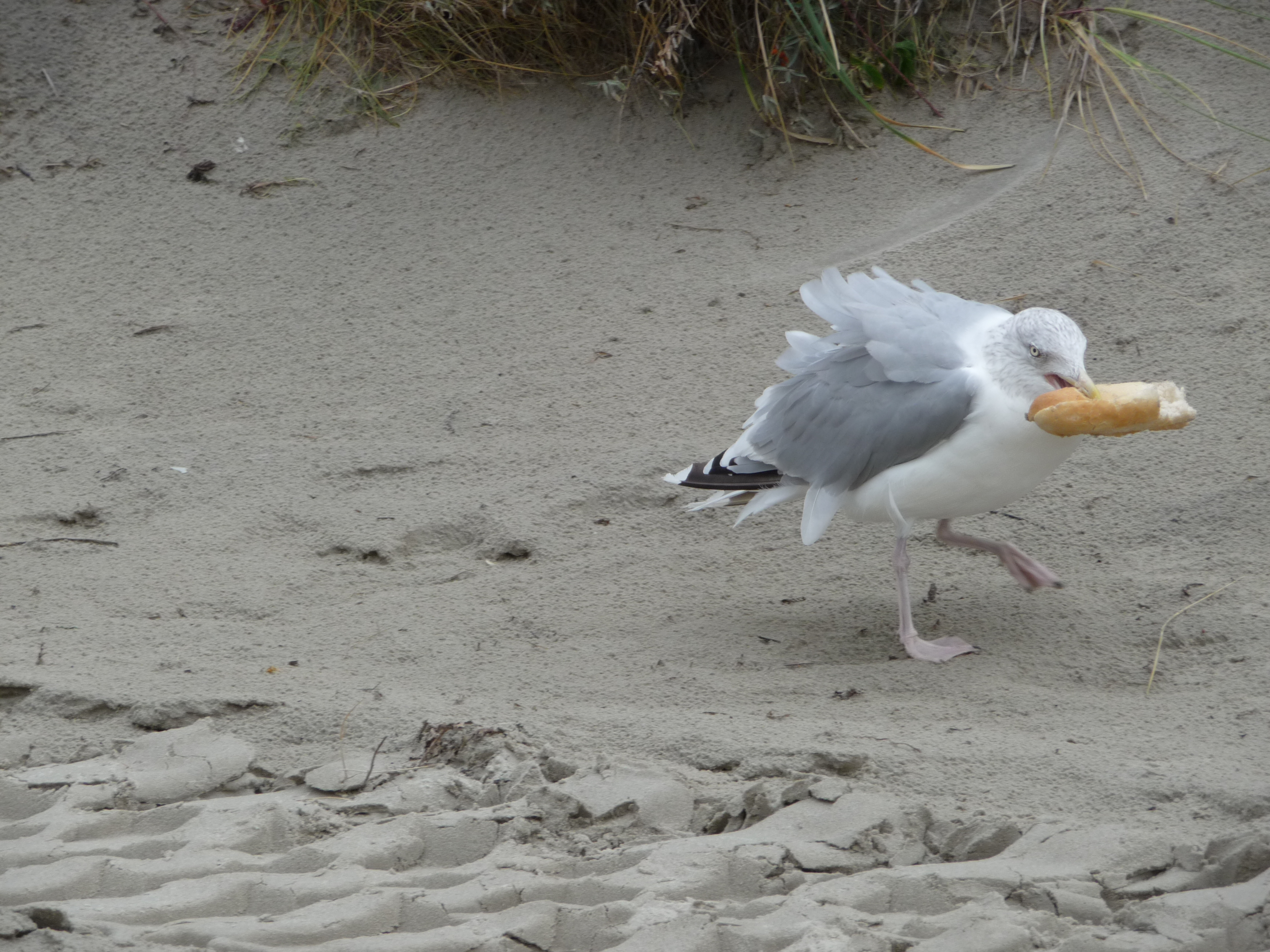
Một con mòng biển đang cắp một ổ bánh mì

Mòng biển cá trích châu Âu (danh pháp hai phần: Larus argentatus) là một loài mòng biển thuộc họ Mòng biển (Laridae).. Mòng biển cá trích châu Âu là một trong các loài mòng biển được biết nhiều nhất ở bờ biển tây châu Âu. Nó sinh sản khắp Bắc Âu, Tây Âu, Scandinavia và các quốc gia Baltic. Những quần thể ở vùng lạnh hơn di trú đến phía nam vào mùa đông, nhưng nhiều quần thể thì định cư, ví dụ ở bờ British Isles, Iceland, hay Biển Bắc. Mòng biển cá trích châu Âu trưởng thành có thân dài đến 66 cm, sải cánh dài, cân nặng. Nó là loài săn thức ăn cơ hội, lục lọi đống rác, cướp trứng loài chim khác hoặc lặn bắt cá.